# ريد جونسون
ريد جونسون (بالإنجليزية: Reed Johnson)‏ هو لاعب كرة قاعدة أمريكي، ولد في 8 ديسمبر 1976 في ريفرسايد في الولايات المتحدة.

## وصلات خارجية
- ريد جونسون على موقع دوري كرة القاعدة الرئيسي (الإنجليزية)
- ريد جونسون على موقعبيزبول رفرنس.كوم (الدوري الرئيسي) (الإنجليزية)
- ريد جونسون على موقعبيزبول رفرنس.كوم (الدوري الثانوي) (الإنجليزية)
- ريد جونسون على موقع إي إس بي إن.كوم (أم.أل.بي) (الإنجليزية)
- ريد جونسون على موقع مشجعي الرسوم البيانية (الإنجليزية)